# AirX
株式会社AirX（かぶしきがいしゃえあーえっくす）は、旅行手配事業・航空運送代理事業を行う、東京都の会社である。

## 概要
2015年2月創業。遊休航空機やテクノロジーの活用などにより、ヘリコプターの運賃を現実的な価格にし、中距離の移動に最適な選択肢を提供することを目指している。

## 沿革
2017年9月20日、日本初のヘリコプターライドシェアサービスを開始。
2019年1月23日、KNT-CTホールディングスと業務提携。
2019年10月24日、ANAホールディングスと業務提携。
2019年11月20日から、チャーター便として成田国際空港と新木場（東京ヘリポート）間のヘリコプター直行便の運行を開始した。